# Військова академія імені Г. С. Раковського
Військова академія імені Г. С. Раковського (болг. Военна академия „Георги Стойков Раковски“) — військовий вищий навчальний заклад (Академія Збройних сил Болгарії) у столиці Болгарії місті Софії; це найстаріший, найбільший і головний виш цього профілю в країні.

## Загальні дані
Військова академія імені Г. С. Раковського розташована неподалік від софійського передмістя за адресою:
бульв. Євлогія та Христо Георгієвих (бул. «Евлоги и Христо Георгиеви»), буд. 82, м. Софія—1504 (Болгарія).
Чинний начальник Військової академії — генерал-майор Георгій Танєв Георгієв (Георги Танев Георгиев).

## З історії та сьогодення
Вищий військовий навчальний заклад у Болгарії було офіційно засновано в столиці Софії на підставі акту Національної асамблеї від 1 березня 1912 року, але відкрито по часі — 4 січня 1915 року в зв'язку з подіями Першої світової війни.
Від часу свого створення Болгарська військова академія стала головним осередком як підготовки висококваліфікованих військових офіцерських кадрів, так і розвитку військових наук, розробки питань національної безпеки.
Після розпаду системи ОВД та зближення Болгарії з військовим блоком НАТО на базі Військової академії імені Г. С. Раковського відбуваються спільні заходи держави та Альянсу.
Нині (2-а пол. 2000-х років) у Академії проходять підготовку близько 1 500 офіцерів та цивільних слухачів, викладацько-інструкторський колектив становить близько 150 осіб.
З-поміж найвідоміших персоналій, що були випускниками Академії, — дослідник воєнної історії Петко Йотов, болгарський військовий діяч генерал Златан Стойков, ізраїльський офіцер і політик часів Суецької кризи Моше Даян.

## Виноски
1. ↑  https://web.archive.org/web/20221123144401/https://www.auf.org/les_membres/nos-membres/
2. ↑  Контакти [Архівовано 2010-02-13 у Wayback Machine.] на Офіційний сайт Військової академії імені Г. С. Раковського [Архівовано 2013-04-08 у Archive.is]
3. ↑  Израел събра Буш и Горбачов за юбилей [Архівовано 2008-05-17 у Wayback Machine.], «Стандарт» за 14 травня 2008 року